# Stanisław Kolendo
Stanisław Kolendo (ur. 22 lipca 1909 w Suwałkach, zm. 3 sierpnia 2001) – polski architekt.

## Życiorys
Absolwent z 1927 Państwowego Gimnazjum im. Stefana Batorego w Warszawie oraz Wydziału Architektury Politechniki Warszawskiej (1932). Członek SARP O. Warszawa (od 1933). Kierownik Przedsiębiorstwa Robót Budowlanych – Wrocław (1946-49). Zastępca kierownika Katedry Projektowania Budynków Przemysłowych na Politechnice Krakowskiej (1954-61). Doktor nauk technicznych (1960). Pracownik biura projektowego – Warszawa. Status architekta twórcy (1981).

## Wybrane projekty i realizacje[3]
- Willa Łepkowskich, ul. Obrońców 1 w Warszawie (~1932)[4],
- Willa Izydora Haładeja z wnętrzami, Gruzińska 6 w Warszawie (1936),
- Wnętrze Działu Państwowego Instytutu Eksportowego na targach Rio de Janeiro (1937),
- Wnętrze Działu Państwowego Instytutu Eksportowego na Wystawie 60-lecia Kanady w Toronto (1938),
- Pawilon i wnętrze działu polskiego na Targach w Smyrnie (1939),
- Budynek Główny Instytutu Chemii Przemysłowej, ul. Rydygiera Ludwika 8 w Warszawie (1950)[5],
- Wieża wodna w Andrychowie (1953),
- Teletechnikum, ul. Kasprzaka w Warszawie (1954),
- Willa, ul. Jodłowa 6 w Warszawie (1954),
- Budynek domu towarowego w Mławie (1956),
- Pawilon „Veritas” i „Ars Christiana” w Częstochowie (1971).

## Konkursy[6]
- na projekt meczetu w Warszawie, między ul. Mekki, Zimorowicza, Medyny, Krzyckiego (1936) – współautor Tadeusz Miazek, I nagroda[7];
- na projekt schroniska wodnego (1936 ), I nagroda;
- na rozplanowanie dzielnicy im. marsz. J. Piłsudskiego (1936), w zespole z Juliuszem Żórawskim i Stanisławem Fiszerem[8];
- na projekt Ośrodka Informacyjnego i Hotelu Turystycznego "ORBIS" przy ul. Marszałkowskiej w Warszawie (1949) – współautor Władysław Pieńkowski, I nagroda równorzędna.